# Neoferdina
Genre
Synonymes
- Sinoferdina Liao, 1982[2]

Neoferdina est un genre d'étoiles de mer de la famille des Goniasteridae.

## Description
Ce sont des étoiles régulières légèrement aplaties, avec cinq bras (exceptionnellement plus ou moins) de longueur moyenne et s'affinant vers la pointe, rayonnant autour d'un disque central. Leur corps est légèrement rigide, et leur tégument souvent rugueux et poreux. Elles sont pour la plupart de couleurs chamarrées, avec le plus souvent une étoile colorée sur le disque central et les bras rayés.
Ce genre a été largement redécrit par Christopher L. Mah (d) en 2017.

## Liste d'espèces
Selon World Register of Marine Species (28 Mai 2017) :
- Neoferdina annae Mah, 2017 -- Philippines (100-150m)
- Neoferdina antigorum Mah, 2017 -- Philippines (80-200m)
- Neoferdina cumingi (Gray, 1840) -- Indo-Pacifique (du Kenya à la Nouvelle-Calédonie, 0-59m)
- Neoferdina gigantea (Liao, 1982) -- Mer de Chine (131-162m)
- Neoferdina glyptodisca (Fisher, 1913) -- Indonésie
- Neoferdina insolita Livingstone, 1936 -- Pacifique ouest (3-80m)
- Neoferdina japonica Oguro & Misaki, 1986 -- Philippines et Japon (6-20m)
- Neoferdina kuhli (Müller & Troschel, 1842) -- Java (connue seulement de l'holotype, disparu)
- Neoferdina longibrachia Kogure & Fujita, 2012 -- Japon (100-200m)
- Neoferdina momo Mah, 2017 -- Madagascar (90-155m)
- Neoferdina offreti (Koehler, 1910) -- Indo-Pacifique (des Seychelles à la Nouvelle-Calédonie, 0-66m)
- Neoferdina oni Mah, 2017 -- Région Indonésie/Philippines (9-106m)

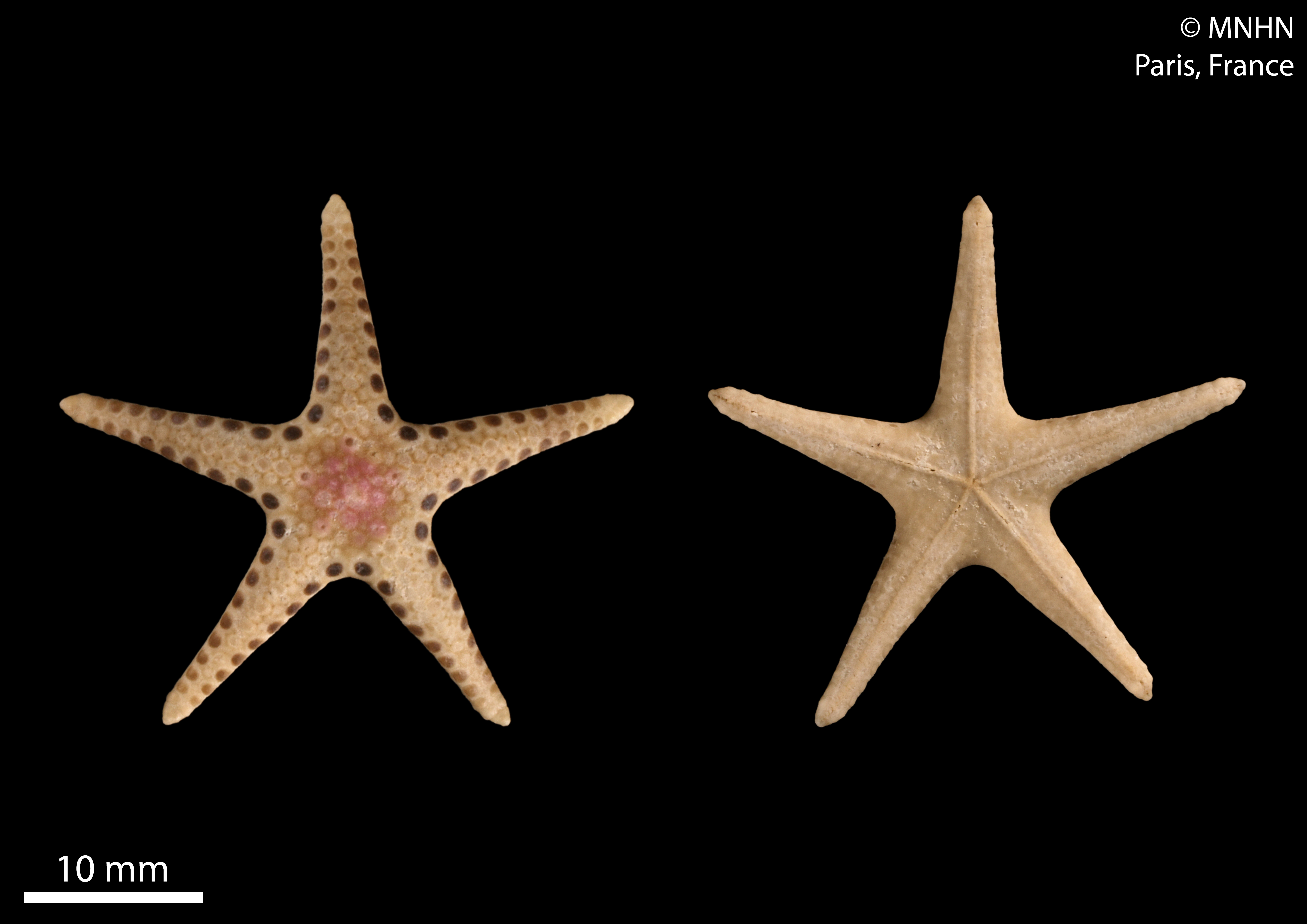
Neoferdina antigorum.
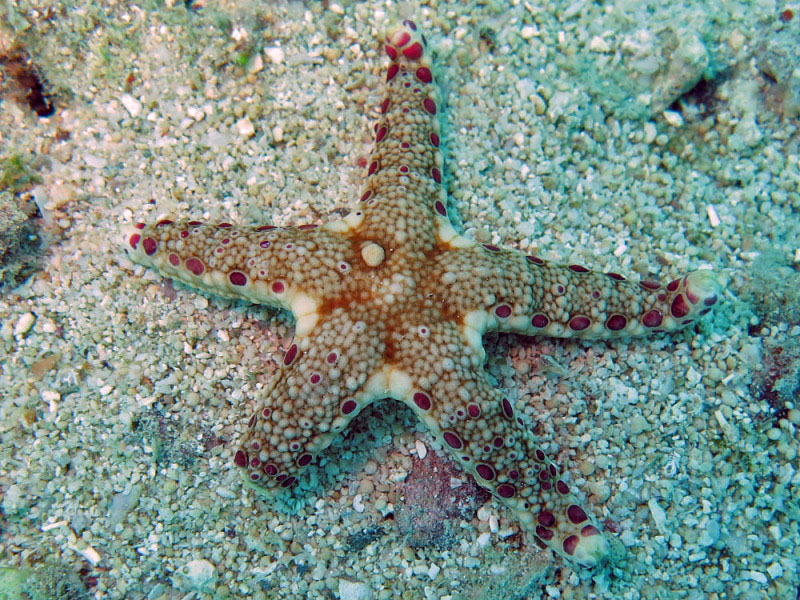
Neoferdina cumingi.
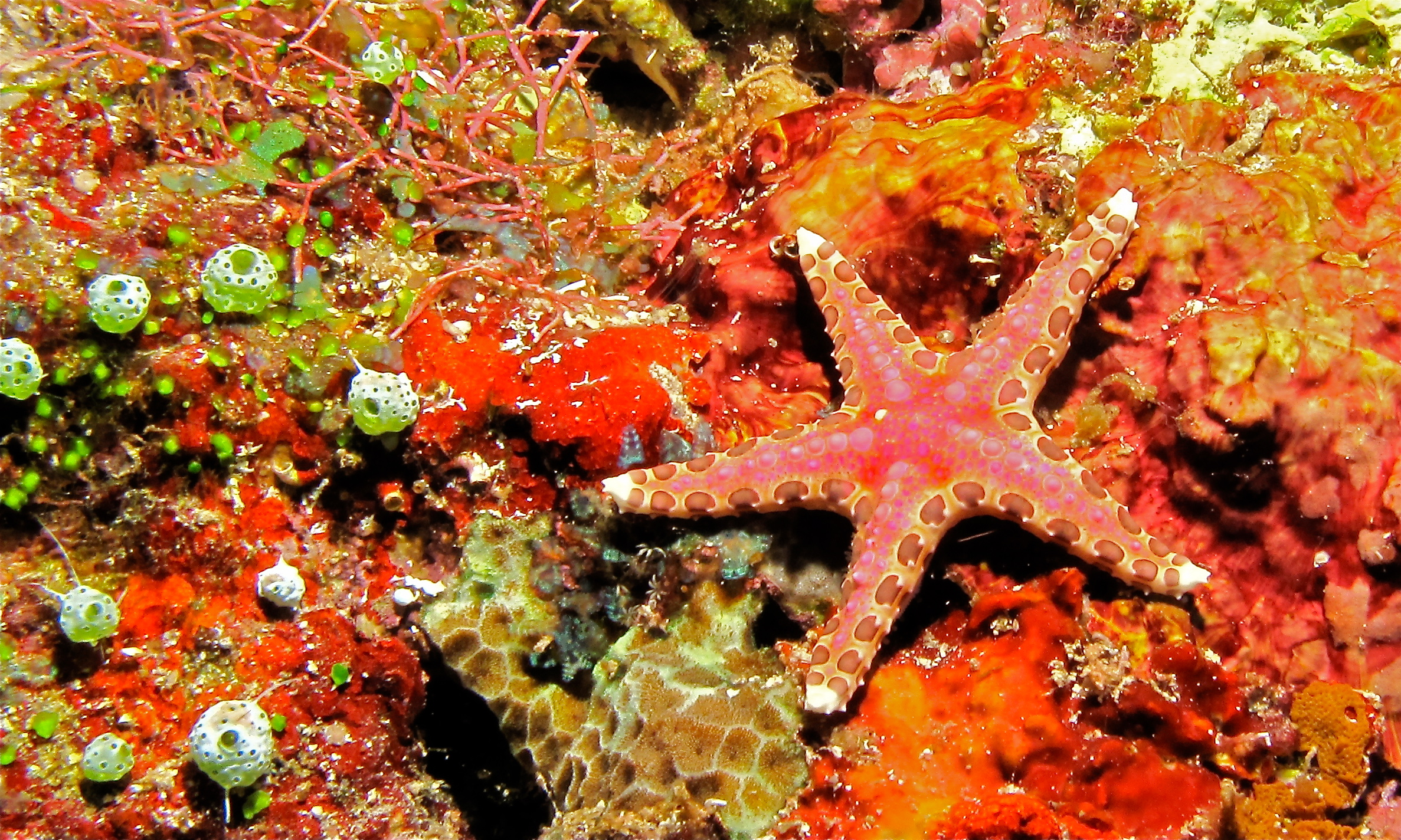
Neoferdina glyptodisca.
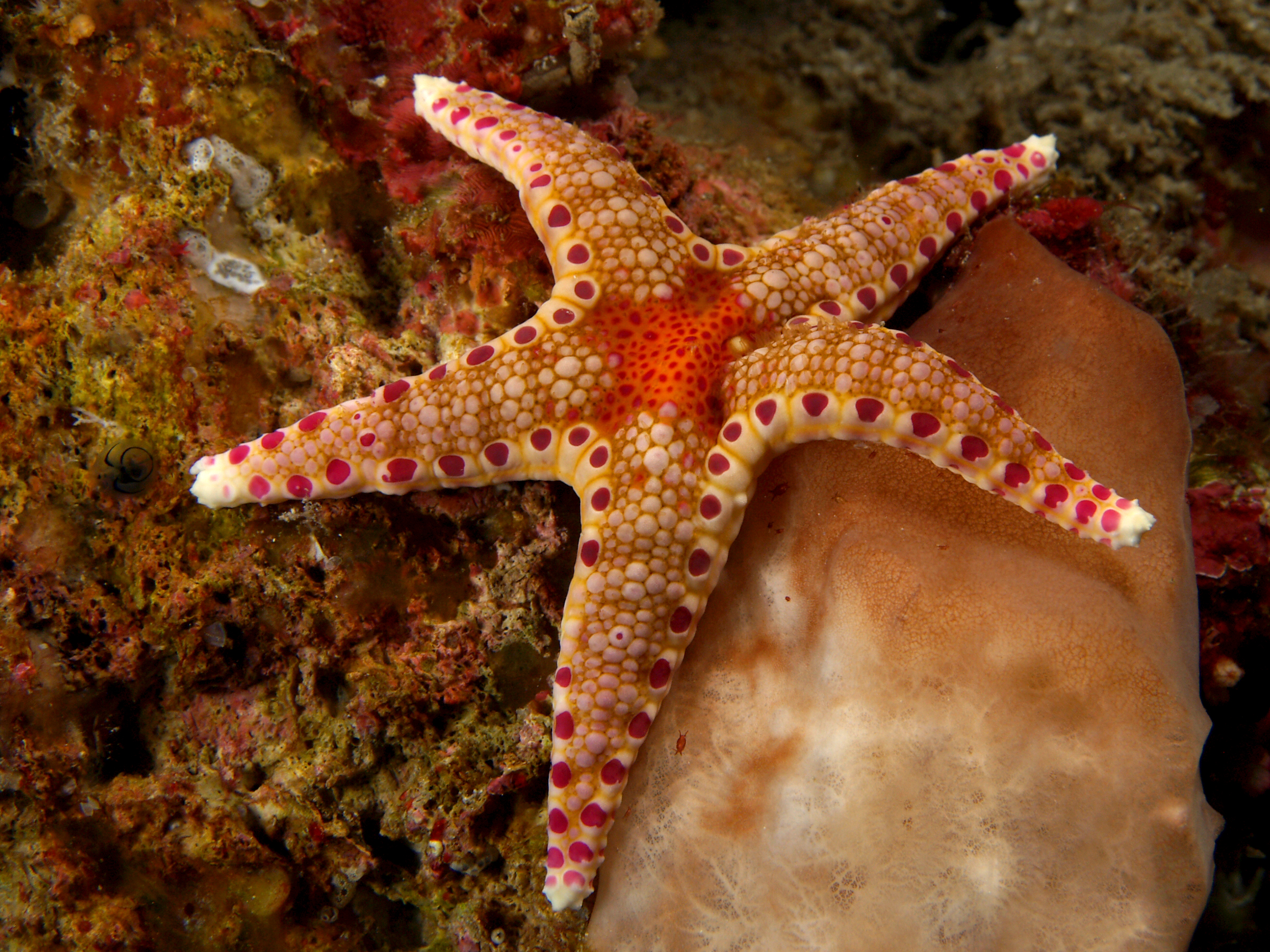
Neoferdina insolita.
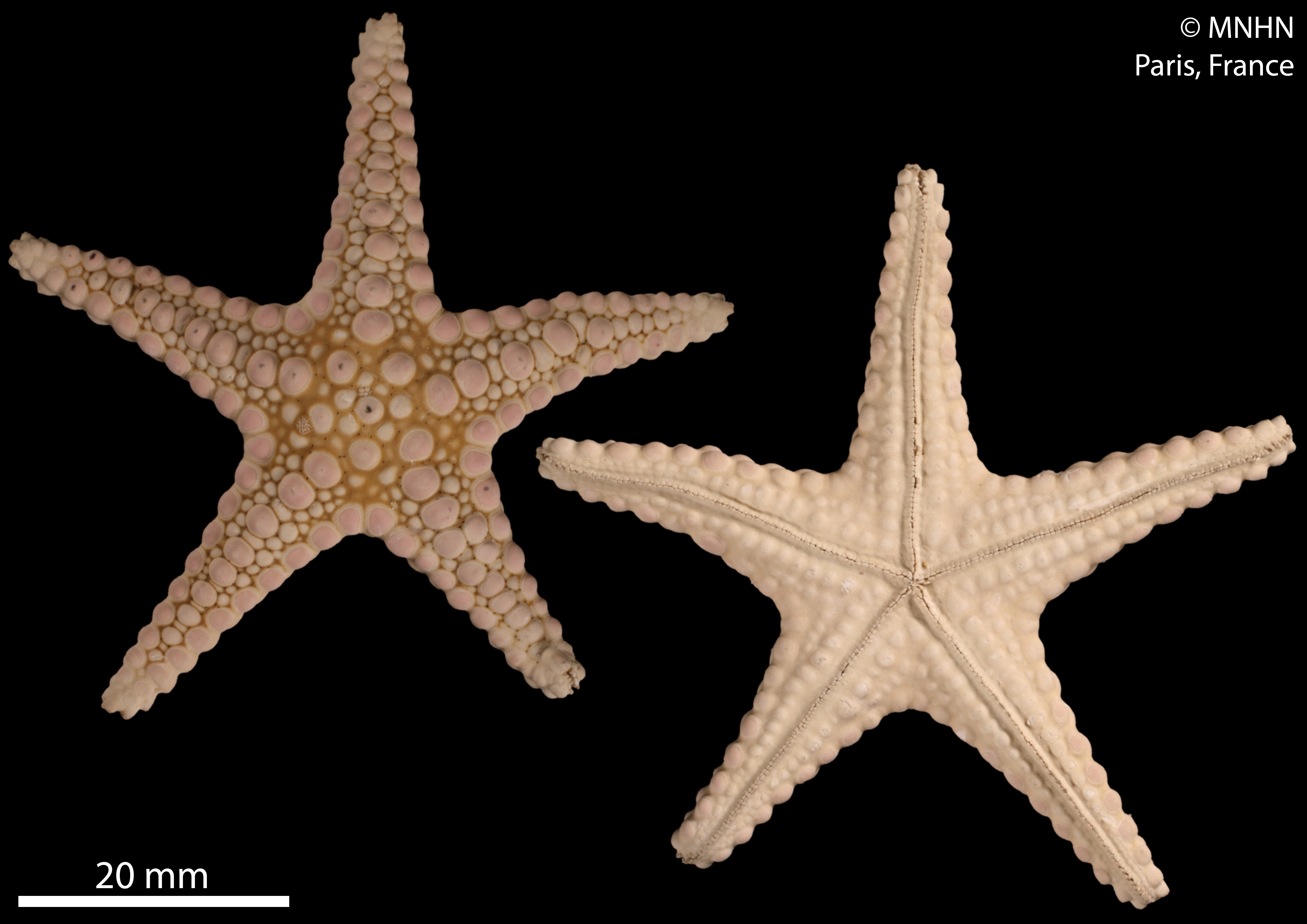
Neoferdina momo.
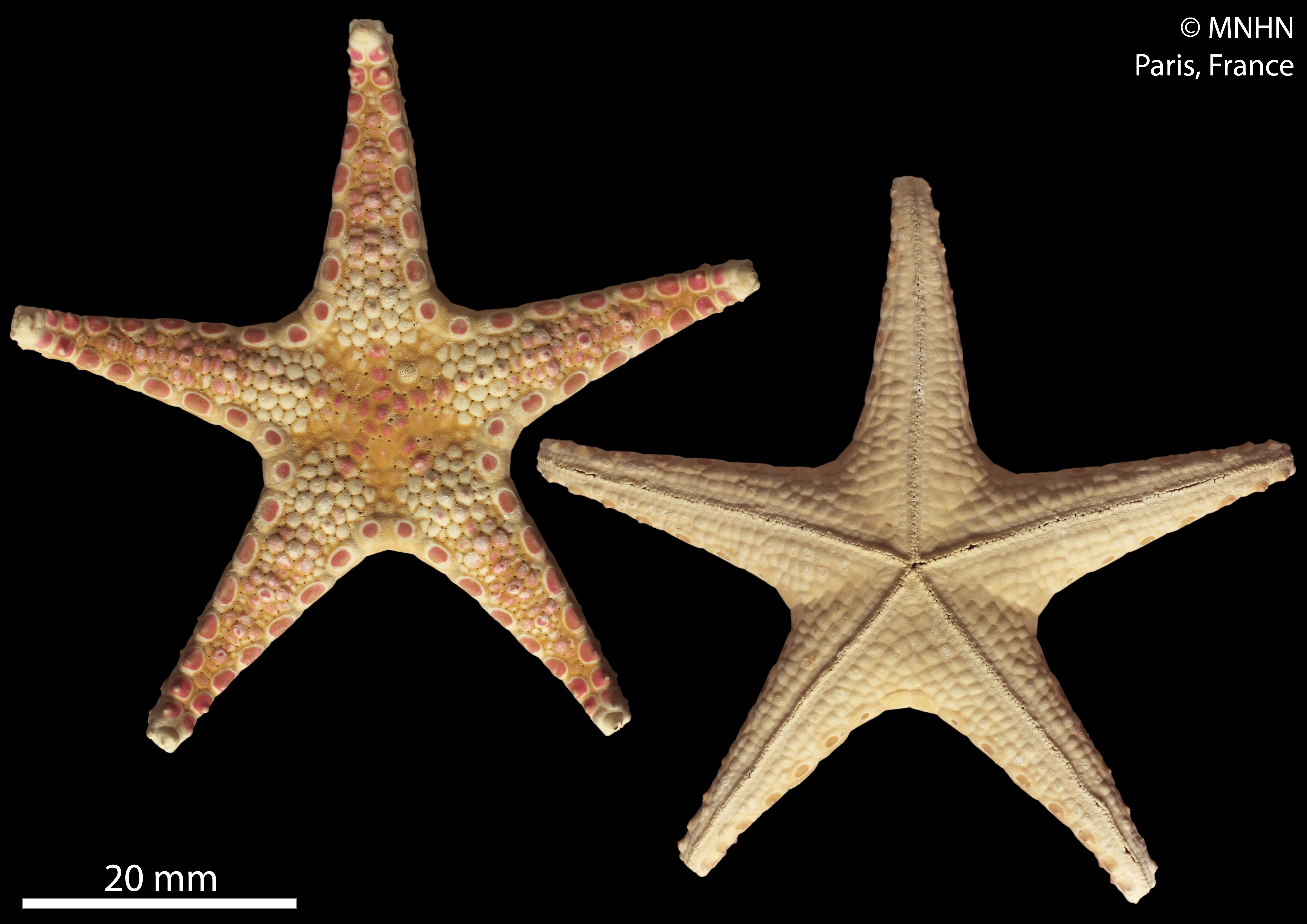
Neoferdina offreti.